# Força de les Nacions Unides pel Manteniment de la Pau a Xipre
La Força de les Nacions Unides pel Manteniment de la Pau a Xipre (UNFICYP) és una força de manteniment de la pau de les Nacions Unides que fou establerta per la Resolució 186 del Consell de Seguretat de les Nacions Unides en 1964 per prevenir una recurrència de combats després de la violència intercomunitària xipriota entre els grecoxipriotes i els turcoxipriotes per contribuir al manteniment i la restauració de la llei i l'ordre i facilitar la tornada a condicions normals.

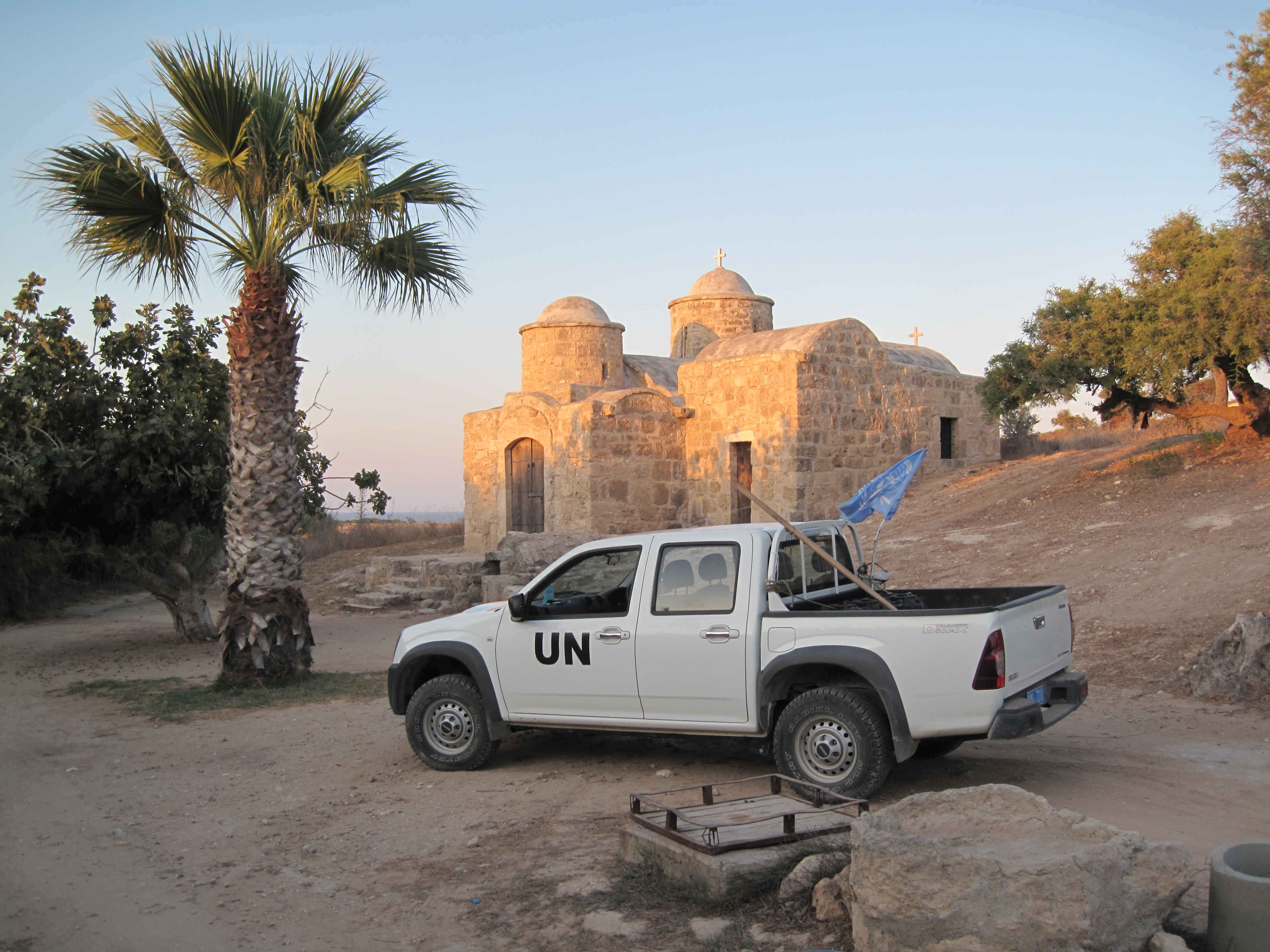
Patrulla a la Línia Verda

Després del cop d'Estat a Xipre de 1974 i la invasió turca de Xipre, el Consell de Seguretat de les Nacions Unides (UNSC) va ampliar i ampliar la missió per prevenir la disputa es va convertir en guerra i la UNFICYP es va redistribuir per patrullar la zona d'amortiment de les Nacions Unides a Xipre i ajudar en el manteniment de l'statu quo militar. Des de la seva creació, la força també ha treballat conjuntament amb el Representant Especial del Secretari General i representants de les dues comunitats per buscar una solució diplomàtica amistosa al conflicte de Xipre.
Inicialment, la UNFICYP consistia en contingents militars i civils extrets d'Austràlia, Àustria, Dinamarca, Finlàndia, Canadà, Suècia, Irlanda, Nova Zelanda i el Regne Unit. No obstant això, durant la seva llarga història, la força ha estat objecte de i les reorganitzacions, i actualment es compon de contingents de l'Argentina, Austràlia, Àustria, Hercegovina, Canadà, Croàcia, El Salvador, Hongria, Índia, Irlanda, Itàlia, Montenegro, Països Baixos, Perú, Sèrbia, Eslovàquia, Ucraïna i el Regne Unit.

## Història
La Força de les Nacions Unides pel Manteniment de la Pau a Xipre (UNFICYP) és una Força de les Nacions Unides per al manteniment de la pau establerta a la resolució 186 del Consell de Seguretat de les Nacions Unides en 1964 per prevenir una recurrència de la lluita després de la violència intercomunitària entre els grecoxipriotes i els turcoxipriotes, per contribuir al manteniment i restauració de la llei i l'ordre i per facilitar el retorn a les condicions normals.
Després del cop d'Estat a Xipre de 1974 i la invasió turca de Xipre, el Consell de Seguretat de les Nacions Unides (UNSC) va estendre i ampliar la missió per prevenir que la disputa es convertís en guerra i la UNFICYP es va redistribuir per patrullar la zona amortidora de les Nacions Unides a Xipre i ajudar en el manteniment de l'statu quo militar. Des de la seva creació, la força també ha treballat conjuntament amb el Representant Especial del Secretari General i representants de les dues comunitats per buscar una solució diplomàtica amistosa al conflicte de Xipre.
El 5 de desembre de 2006, el secretari general de les Nacions Unides, Kofi Annan, va recomanar una pròrroga addicional de sis mesos en el mandat de la missió de l'ONU que s'ha desplegat a l'illa durant més de quatre dècades. El senyor Annan va dir que mentre la situació continuava "tranquil·la i estable, sense grans violacions de les línies de cessament del foc", va lamentar l'estancament continuat en el procés polític i les "oportunitats perdudes" durant els últims 10 anys.

### Baixes
Fins al 30 de juny de 2017, la UNFICYP ha patit 183 baixes:
- Accidents: 99
- Malalties: 45
- Actes maliciosos: 15
- Altres: 24

## Implementació
La UNFICYP té la seu al Camp Blue Beret, al costat de l'aeroport abandonat de Nicòsia.

### Abans de 1974

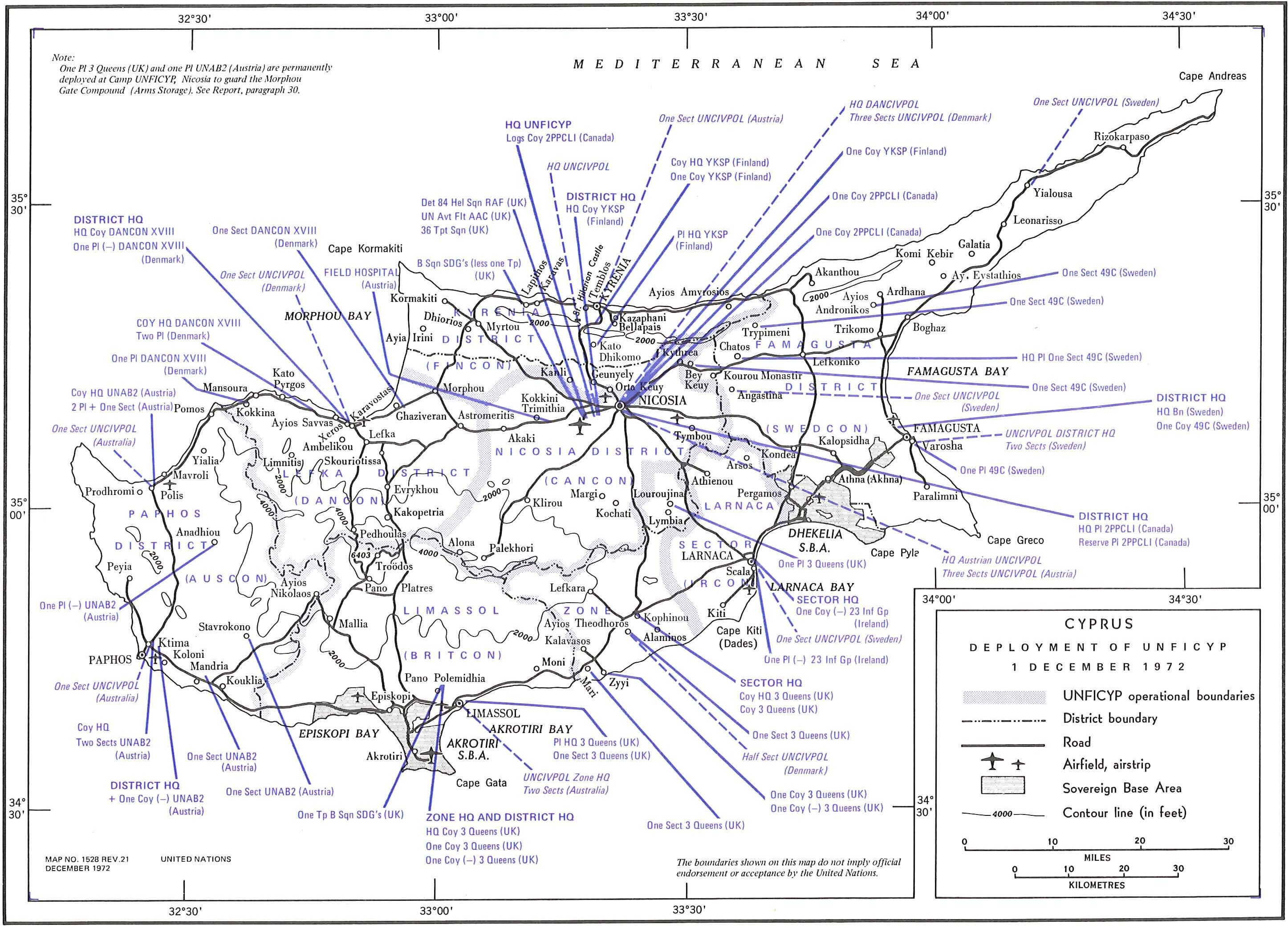
Implements d'UNFICYP fins a desembre de 1972.

Després de l'arribada de la UNFICYP a l'illa, cadascun dels contingents nacionals es van assignar a un sector, que va coincidir majoritàriament amb els límits dels districtes civils:
- Districte de Pafos - contingent austríac
- Districte de Lefka (compost per la part occidental del districte de Nicòsia) - contingent danès
- Zona de Limassol (consistent en el districte de Limassol, on hi havia el contingent neozelandès, i la meitat occidental del districte de Làrnaca) - contingent britànic
- Districte de Nicòsia - contingent britànic
- Sector Larnaka (constituït per la meitat oriental del districte de Larnaka) - contingent irlandès
- Districte de Kyrenia - contingent finlandès
- Districte de Famagusta - contingent suec

Quan, a l'octubre de 1973, el contingent irlandès va ser retirat de Xipre en suport de la Força d'Emergència de les Nacions Unides durant la guerra del Yom Kippur, el contingent austríac va ser traslladat del districte de Pafos (que posteriorment va ser absorbit per la Contingent britànic) al districte de Larnaca per reemplaçar-los, amb la meitat occidental, que anteriorment havia estat patrullada pel contingent britànic, absorbida pel sector austríac.
Del 15 de març de 1964 al 15 de juny de 1993, Canadà va mantenir un contingent de tropes de suport a la pau per un batalló a la UNFICYP. Durant aquest període, el contingent canadenc va passar per 59 rotacions i uns 25.000 personal de la CAF van completar estades de sis mesos a l'illa. Amb Dinamarca, Irlanda i Finlàndia, Canadà va ser un dels quatre contribuents originals de tropes a la UNFICYP, comesos pel govern del primer ministre Lester B. Pearson el 12 de març de 1964. Els primers elements de la rotació inicial del contingent canadenc van arribar el 15 de març de 1964, seguits d'una brigada central, el 1er Batalló, el 22e Regiment Reial i un Esquadró de Reconeixement dels Reials Dracs Canadencs muntats en blindats Ferret que foren transportats a Xipre pel Plantilla:HMCS. El 1993, quan el Canadà va retirar el seu contingent armat de la UNFICYP, cada batalló d'infanteria de la Força Regular s'havia desplegat a Xipre almenys una vegada, i l'artilleria de la Força Regular i els regiments blindats s'havien reorganitzat per a les funcions d'infanteria. La contribució actual és un petit nombre d'oficials de personal en rotacions d'un any. El nom de l'operació "Snowgoose" data de juliol de 1974, quan el contingent canadenc a la UNFICYP -integrat originalment pel 1 Comando del Regiment Aeri del Canadà i l'Esquadró Aerotransportat (element enginyer de combat del Regiment Aerotransportat del Canadà) - va ser ràpidament augmentat per 2 Comando i 3 Comando en resposta a la invasió turca de Xipre que va començar el 20 de juliol de 1974.

### Des de 1993

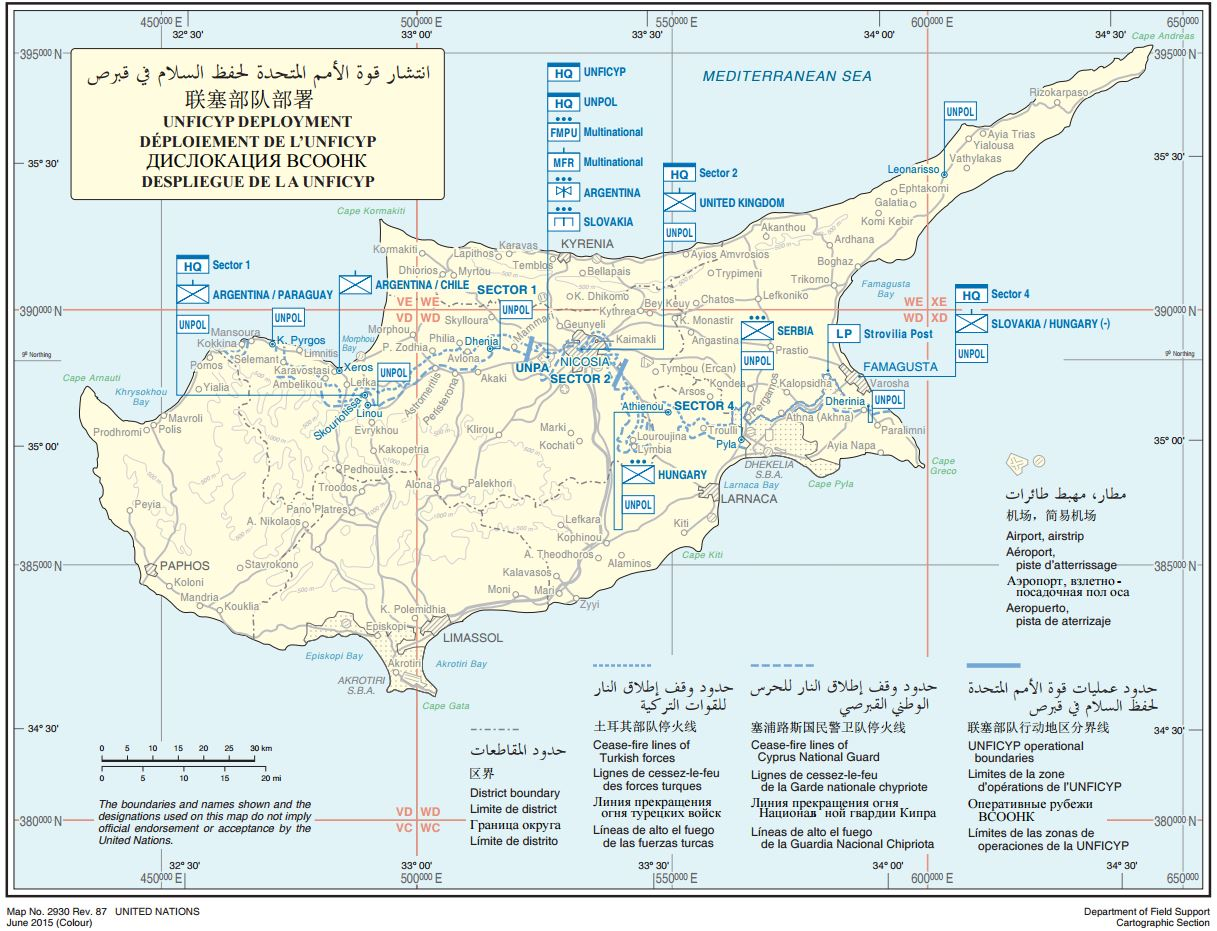
Desplegament de la UNFICYP en 2015

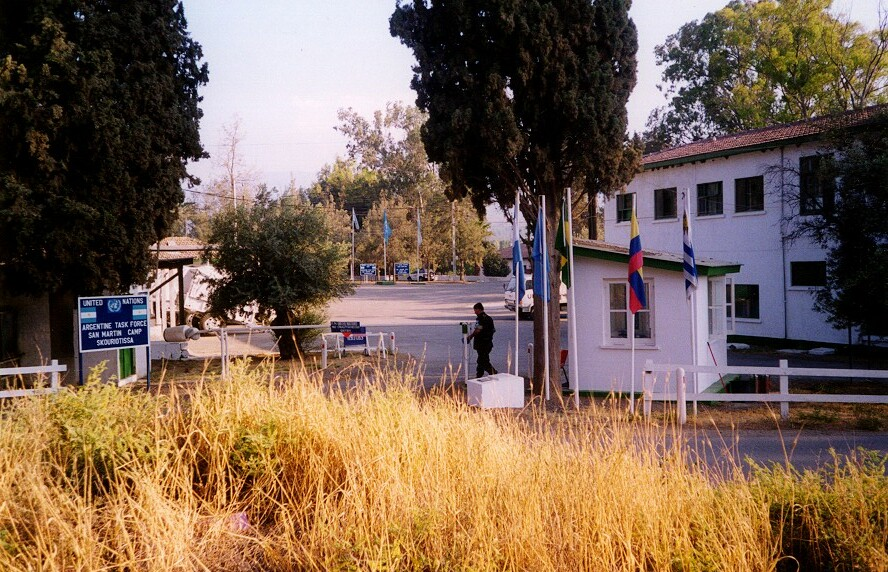
El contingent argentí a Camp San Martín

A 31 de maig de 2012, la força total (personal militar i policia civil) de la UNFICYP és de 926 persones. Els 858 militars són de l'Argentina, Àustria, Brasil, Canadà, Xile, Xina, Croàcia, Hongria, Paraguai, Perú, Sèrbia, Eslovàquia i el Regne Unit.
El personal militar de la UNFICYP es divideix principalment en contingents nacionals, i cada major contingent és responsable d'un dels tres sectors restants de la zona d'amortiment. El contingent argentí inclou soldats de les forces militars argentines, inclosos l'exèrcit argentí i els marines argentins, així com de Brasil, Paraguai i Xile; mentre que el contingent eslovac inclou soldats de l'exèrcit de Croàcia.
- Sector 1 comença a l'exclavament de Kokkina i cobreix aproximadament 90 kilòmetres a Mammari, a l'oest de Nicosia. La Seu del Sector Un i la Companyia d'Ordres estan ubicades al camp de San Martin, que es troba prop del poble de Skouriotissa. La companyia de suport troba la seva casa al camp de Roca, prop de Xeros, al nord. Les dues companyies de línia compostes per 212 tropes es despleguen al llarg de quatre bases de patrulla permanentment tripulades mentre realitzen patrulles mòbils dels camps de San Martín i Roca.[7]
- Sector 2 comença a Mammari, a l'oest de Nicosia i cobreix 30 kilòmetres a Kaimakli, a l'est de Nicosia. Des de 1993, ha estat responsabilitat del contingent britànic de 183 efectiuss, que es desplega usant el nom Operació TOSCA.[8]
- Sector 4 (el 3r sector real, però a causa de la història de la UNFICYP encara anomenat Sector 4) s'inicia a Kaimakli, a l'est de Nicosia i cobreix 65 quilòmetres al poble de Dhernia, a la costa est de Xipre. Des de 1993, ha estat responsabilitat del contingent eslovac i hongarès amb 202 soldats.[9]

A més dels principals contingents del sector, hi ha diverses unitats militars sota l'ordre UNFICYP, que inclouen:
- Oficials d'enllaç d'observadors militars: involucrats en tots els nivells de la força en negociacions diàries i funcions d'enllaç amb ambdues forces opositores (OPFOR).[10]
- Força la Unitat de Policia Militar (FMPU): una de les dues subunitats multinacionals restants de la UNFICYP, l'altra és la Reserva de la Força Mòbil. La FMPU és comandada per un important membre de la Royal Military Police (RMP), amb uns altres 7 membres del RMP com a part de la unitat de 25 efectius. Altres nacionalitats que aporten són Argentina (6), Hongria (5) i Eslovàquia (6).[10]
- Reserva de Forces Mòbils (MFR) - alta reserva de reserves d'elit capaç de reaccionar davant qualsevol incident en qualsevol lloc de l'illa. Formada per la Reserva Permanent de la Força el 1997, la unitat està formada per mantenidors de pau argentins, britànics, hongaresos i eslovacs, una barreja de costums i cultures, on les quatre nacionalitats diferents treballen conjuntament. Des de 1997 fins a la seva sortida en 2001 un contingent selecte de cada rotació de soldats austríacs va formar part de la MFR. La unitat està equipada amb Alvis Tactica APCs, que estan armats amb metralladora de propòsit general. La MFR està formada rígidament en ordre públic i en tècniques de reacció d'incidents importants. A més, la MFR també està capacitada per a operacions mòbils d'aire usant helicòpters Bell 212 per inserir-se ràpidament a zones de problemes.
- La Unitat Aèria les Nacions Unides (ARGAIR)[11] – està equipada amb tres helicòpters i, des de 1994, compta amb 28 avions de la Força Aèria Argentina.[11] Usen helicòpters Hughes 500 i Bell 212 i el 2003 havien registrat un total de 10.000 hores de vol sense cap accident.[12] Durant la Guerra del Líban de 2006 el primer ministre libanès Fuad Siniora va entrar i sortir del Líban en un dels seus helicòpters.[13]
- Força d'Enginyers: el suport d'enginyeria a la UNFICYP és proporcionat pels Serveis Integrats de Suport (ISS) i està format per l'Enginyer Cap (CE), l'Enginyer de Força (FE), el Comandament de la Unitat de Força, les Unitats de Tallers de Serveis de Suport (SSWU), Sector Enginyers i elements d'enginyeria de cada contingent.[10]

Hi ha 69 policies civils subministrats per Austràlia, Bòsnia i Hercegovina, Croàcia, El Salvador, Índia, Irlanda, Itàlia, Montenegro, Països Baixos i Ucraïna. A més, la UNFICYP compta amb 147 funcionaris civils, 39 dels quals van ser reclutats internacionalment i 108 reclutats localment.

## Zona d'amortiment

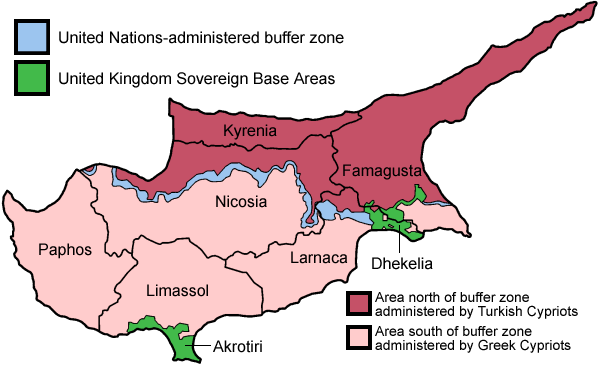
La zona neutra es mostra en blau clar al mapa

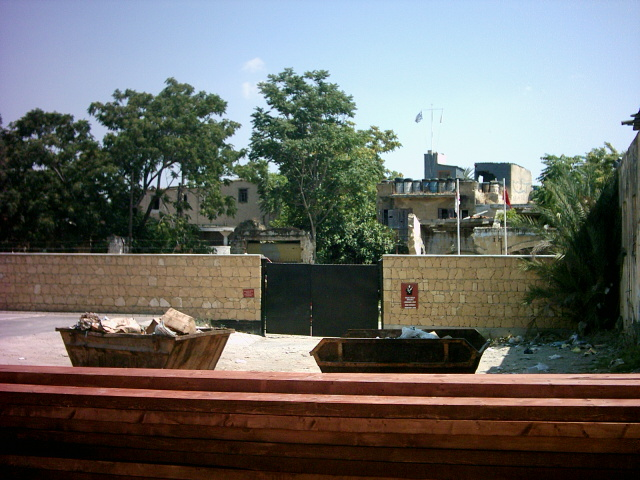
la zona neutra a la Porta de Pafos a Nicòsia

La Zona d'Amortiment de les Nacions Unides a Xipre és una zona desmilitaritzada, patrullada per la UNFICYP que es va establir el 1974 després de la invasió turca de Xipre i les divisions de facto de l'illa a la zona controlada pel Govern de Xipre (que és el govern de "jure" per a tota l'illa, excepte per a les Zones de sobirania britàniques) al sud i sota l'administració de la República Turca de Xipre del Nord al nord. La zona funciona per més de 180.5 quilometres (112.2 mi) al llarg del que es coneix col·loquialment com a Línia verda i té una àrea de 346 quilometres quadrats (134 sq mi).
La zona s'estén per 180 km de la part occidental de Kato Pyrgos a l'est, al sud de Famagusta. Travessa el centre del nucli antic de Nicòsia, que separa la ciutat en seccions meridionals i septentrionals. També hi ha una zona d'amortiment al voltant de Kokkina a l'oest de Xipre. L'amplada de la zona oscil·la entre 3.3 metres (11 ft) al centre de Nicòsia, a 7.4 quilometres (4.6 mi) al poble d'Athienou. No hi ha zona d'amortiment al llarg de la frontera comuna entre l'àrea de base sobirana britànica de l'est i l'àrea sota control grecoxipriota o turcoxipriota
La zona d'amortiment és la llar d'unes 10.000 persones i hi ha diversos pobles i granges ubicades a l'interior. El poble de Pyla és famós per ser l'únic poble de Xipre on viuen grecs i turcs. Altres pobles són Dhenia, Mammari, Athienou i Troulli, mentre que Lymbia es troba parcialment dins de la zona.
Les forces turques van construir una barrera al costat septentrional de la zona, feta principalment de filferro de pues, segments de paret de formigó, torres de vigilància, fosses antitancs i camps de mines. Aquesta línia també es coneix com la Línia Atila en alguns mapes, amb el nom del nom de codi turc per a la intervenció militar de 1974: Operació Atilla. La zona tancada s'ha convertit en refugi per a la vida silvestre de Xipre, un exemple de parc involuntari.

## Finances
El cost anual del manteniment de la UNFICYP s'estima en 57,390,000 dòlars. Això inclou l'aportació voluntària del Govern de Xipre d'un terç del cost de la força i l'import anual de 6.500.000 de dòlars contribuït pel Govern de Grècia. Turquia no contribueix directament al pressupost de la força. El cost operatiu de la UNFICYP només durant el període comprès entre el 16 de juny de 1993 i el 31 d'octubre de 2010 va ser de 2.910 milions US $.

## Retirada de la UNFICYP de Xipre
El secretari general de l'ONU, Ban Ki-moon, va informar el 2011 que «s'han iniciat debats interns preliminars sobre la presència de les Nacions Unides a Xipre» i va suggerir que «la presència contínua de la UNFICYP a l'illa no es podia donar per suposada».